# Anderson Paz
Anderson Fernandes da Silva, mais conhecido como Anderson Paz (Rio de Janeiro, 12 de Dezembro de 1973), é um intérprete de samba-enredo brasileiro que defendeu diversas escolas de samba, como: São Clemente, Rocinha, Peruche, entre outras.

## Carreira
Anderson nasceu no Complexo da Maré, onde iniciou suas cantorias no bloco Mataram meu Gato, incentivado pela negra-avó Enedina Adelaide nunca mais parou. sendo integrante de grupos de pagode (Lá Samba, 1992, Só Preto sem Preconceito, Bagagem) e cantando com grandes intérpretes oficiais, como:Rixxah, Dedé da Portela, Carlinhos de Pilares, Celino Dias, entre outros).
Tendo começado a ser intérprete oficial na Lins Imperial. o sucesso foi tanto que ele já começou ganhando o Prêmio S@mba-Net de melhor cantor do grupo B. em 2001, foi para São Clemente por onde ganhou samba, e esteve no Grupo Especial por duas vezes, tendo ficado até 2004. no ano seguinte, continuou na Zona Sul do Rio, agora sendo da Rocinha, por onde entrou faltando pouco meses. em 2007, foi ser cantor da Estácio de Sá. retornou a Rocinha, onde ficou nos carnavais de 2008 e 2009. em 2010, iria ser intérprete oficial do Império Serrano, mas foi mandado embora por não coincidir com a escola e depois acertou com a Paraíso do Tuiuti. e no ano seguinte retornou pela terceira vez, como intérprete da Rocinha. e em 2012, além da Rocinha, estreiará no carnaval paulista, como intérprete da Peruche. e nesse mesmo ano, esteve como intérprete da Mocidade Louca, de Campos. para 2013, apesar de sondagens de outras escolas, Anderson decidiu permanacer na escola de São Conrado. mas em julho de 2012, se converteu a evangélico, resolvendo deixar o mundo do samba e preciosamente, como: intérprete de samba-enredo.
Após um ano sabático, onde resolveu ser converter a Jesus Cristo, Anderson Paz retorna a função de intérprete de samba-enredo, na Porto da Pedra. embora tenha tido boato de que largaria novamente o carnaval, o que foi desmentido pelo cantor. E durante a escolha do samba-enredo da Porto da Pedra, fez uma declaração sobre o Império Serrano  que gerou revolta de muitos admiradores dessa agremiação e sendo respaldado pela direção da escola gonçalense.
| “ | "Eu tenho pena do Império Serrano. Não pela instituição, mas pelas pessoas que já passaram por lá". | ” |

Saiu após quatro anos do Tigre de São Gonçalo, devido a escola optar pelo retorno de Luizinho Andanças. mas em pouco tempo, acertou com a Inocentes, dividindo o microfone oficial com o novato Ricardinho Guimarães.
Em 2019, seria inicialmente o cantor da Vizinha Faladeira, mas preferiu acertar com o Império Serrano e ainda nesse ano, defenderá a estreante Unidos da Barra.

## Títulos e estatísticas
|                  | Campeão        | Vice                | Terceiro |
| ---------------- | -------------- | ------------------- | -------- |
| Primeira Divisão | 2018           | 2014                | —        |
| Segunda Divisão  | 2003 2005 2018 | 2001 2008 2014 2015 | 2016     |

## Premiações
- Estrela do Carnaval

1. 2012 - Melhor intérprete (Rocinha) [17]

- S@mba-Net

1. 2000 - Melhor intérprete (Lins Imperial) [18]
2. 2011 - Melhor intérprete (Rocinha) [19][20]
3. 2012 - Melhor intérprete (Rocinha) [21]
4. 2016 - Melhor intérprete (Porto da Pedra) [22]

- Troféu Apoteose

1. 2014 - Melhor intérprete (Porto da Pedra) [23]

- Troféu Jorge Lafond

1. 2009 - Melhor intérprete (Rocinha) [24][25]

- Troféu Sambario

1. 2010 - Melhor intérprete (Tuiuti) [26]